# قرار مجلس الأمن التابع للأمم المتحدة رقم 1697
قرار مجلس الأمن التابع للأمم المتحدة رقم 1697، الذي اتخذ بالإجماع في 31 يوليو 2006، بعد أن ذكر القرارات السابقة بشأن إسرائيل ولبنان، بما فيها القرارات 425 (1978)، 426 (1978) و1655 (2006)، مدد المجلس ولاية قوة الأمم المتحدة المؤقتة في لبنان (اليونيفيل) لمدة شهر واحد تنتهي في 31 آب (أغسطس) 2006.

## تفاصيل
جاءت لغة القرار التي تحث على احترام القوة المؤقتة ردًا على القلق المستمر على سلامتها، خاصة من الأعمال العدائية في المنطقة بسبب الصراع بين إسرائيل ولبنان على طول الحدود، منذ 12 يوليو / تموز 2006.
أقر المجلس بطلب الحكومة اللبنانية تمديد فترة اليونيفيل لستة أشهر أخرى، ولكن بالنظر إلى ملاحظات الأمين العام كوفي عنان في تقريره عن استمرار الأعمال العدائية،  تم تجديد تفويضها لمدة شهر واحد فقط، بانتظار النظر في الخيارات المستقبلية لجنوب لبنان.
وفي غضون ذلك، حث كلا الطرفين على تجنب الأعمال التي تعرض أفراد اليونيفيل للخطر، ودعا إسرائيل ولبنان إلى السماح للعملية بإعادة تزويد مواقعها واتخاذ الإجراءات الأخرى التي تعتبر ضرورية لحماية القوة المؤقتة.

## روابط خارجية
- نص القرار في undocs.org